# Hugh Martin
Hugh Martin (Birmingham, 11 agosto 1914 – Encinitas, 11 marzo 2011) è stato un compositore e paroliere statunitense.

## Carriera
Attivo sia per il cinema che per il teatro, è stato anche insegnante e drammaturgo. 
È noto in particolare per la musica del film musicale del 1944 Incontriamoci a Saint Louis (Meet Me in St. Louis), in cui l'attrice Judy Garland canta tre suoi brani, ovvero The Boy Next Door, The Trolley Song e Have Yourself a Merry Little Christmas. Quest'ultima canzone è diventata un classico brano natalizio, molto popolare soprattutto nei Paesi anglofoni.
Tra gli altri suoi lavori per il teatro vi sono i musical Hooray for What! (1937), Best Foot Forward (1941), Make a Wish (1951), High Spirits (1964) e Meet Me In St. Louis (1989).
Ralph Blane è stato il collaboratore principale per Martin come autore. I due artisti hanno inciso anche un album dal titolo Martin and Blane Sing Martin and Blane con la Ralph Burns Orchestra nel 1956. Martin e Blane sono stati due volte candidai all'Oscar per la migliore canzone: per The Trolley Song nel 1945 e per Pass That Peace Pipe (coscritta da Roger Edens) nel 1948.
Altri lavori cinematografici sono per le musiche di Athena e le 7 sorelle (Athena) del 1954 e Best Foot Forward (1943).
Nel 1983 è stato inserito nella Songwriters Hall of Fame.